# Liste der Lieder von Stratovarius
Dies ist eine Liste der Lieder der finnischen Power-Metal-Musikgruppe Stratovarius. Des Weiteren befinden sich alle regulären Studio- und Livetracks in dieser alphabetisch sortierten Liste. Sie gibt Auskunft über die Urheber und Sänger. Single-Auskopplungen sind fett gedruckt.

## Liste
| Song                                                             | Jahr | Album                                                                         | Autoren | Gesang         |
| ---------------------------------------------------------------- | ---- | ----------------------------------------------------------------------------- | --- | -------------- |
| 030366                                                           | 1995 | Fourth Dimension                                                              | Timo Tolkki, Tuomo Lassila | Timo Kotipelto |
| 4000 Rainy Nights                                                | 1998 | Destiny                                                                       | Timo Tolkki, Timo Ojala | Timo Kotipelto |
| 4Th Reich                                                        | 1994 | Dreamspace                                                                    | Timo Tolkki | Timo Tolkki    |
| A Drop In The Ocean                                              | 2003 | Elements Pt. 1                                                                | Timo Tolkki, Veijo Laine, Riku Niemi                                                                                                  | Timo Kotipelto |
| A Million Light Years Away                                       | 2000 | Infinite                                                                      | Timo Tolkki, Perttu Vänskä | Timo Kotipelto |
| Abandon                                                          | 2013 | Nemesis                                                                       | Timo Kotipelto, Matias Kupiainen | Timo Kotipelto |
| Abyss                                                            | 1994 | Dreamspace                                                                    | Timo Tolkki, Tuomo Lassila | Timo Tolkki    |
| Against The Wind                                                 | 1995 | Fourth Dimension                                                              | Timo Tolkki, Timo Kotipelto, Tuomo Lassila                                                                                            | Timo Kotipelto |
| Against The Wind (Live)                                          | 1988 | Live! - Visions Of Europe                                                     | Timo Tolkki, Timo Kotipelto, Tuomo Lassila                                                                                            | Timo Kotipelto |
| Alpha And Omega                                                  | 2003 | Elements Pt. 2                                                                | Timo Tolkki, Veijo Laine, Riku Niemi                                                                                                  | Timo Kotipelto |
| Angel                                                            | 2007 | Demo                                                                          | Michael Kiske, Timo Tolkki | Timo Kotipelto |
| Anthem Of The World                                              | 1998 | Destiny                                                                       | Timo Tolkki, Timo Ojala | Timo Kotipelto |
| Atlantis                                                         | 1994 | Dreamspace                                                                    | Timo Tolkki | Instrumental   |
| Awaken The Giant                                                 | 2003 | Elements Pt. 2                                                                | Timo Tolkki, Veijo Laine, Riku Niemi                                                                                                  | Timo Kotipelto |
| Babylon                                                          | 1996 | Episode                                                                       | Timo Tolkki, Reijo Karvonen, Richard G. Johnson, Reijo Harvonen                                                                       | Timo Kotipelto |
| Bach Air Suite Live                                              | 2010 | Polaris + Live                                                                | Johann Sebastian Bach 1730 | Instrumental   |
| Back to Madness                                                  | 2005 | Stratovarius                                                                  | Timo Tolkki, Jens Johansson | Timo Kotipelto |
| Bass Solo Live                                                   | 2012 | Under Flaming Winter Skies - Live in Tampere                                  | Lauri Porra | Instrumental   |
| Beauty Has Come Live                                             | 2004 | Bootleg                                                                       | Timo Kotipelto | Timo Kotipelto |
| Before The Fall                                                  | 2022 | Survive                                                                       | Jani Liimatainen, Jens Johansson, Timo Kotipelto                                                                                      | Timo Kotipelto |
| Before the Winter                                                | 1997 | Visions                                                                       | Timo Tolkki, Richard G. Johnson | Timo Kotipelto |
| Behind Blue Eyes Live                                            | 2012 | Under Flaming Winter Skies - Live in Tampere                                  | Pete Townshend, The Who 1971 | Timo Kotipelto |
| Black Diamond                                                    | 1997 | Visions                                                                       | Timo Tolkki, Timo Kotipelto, Veijo Laine, Riku Niemi, Perttu Vänskä, Richard G. Johnson                                               | Timo Kotipelto |
| Black Diamond (Live)                                             | 1988 | Live! - Visions Of Europe                                                     | Timo Tolkki, Timo Kotipelto, Veijo Laine, Riku Niemi, Perttu Vänskä, Richard G. Johnson                                               | Timo Kotipelto |
| Black Night                                                      | 1989 | Fright Night                                                                  | Timo Tolkki, Tuomo Lassila | Timo Tolkki    |
| Blackout                                                         | 1998 | Destiny                                                                       | Rudolf Schenker, Klaus Meine, Herman Rarebell, Sonja Kittelsen (Scorpions 1982)                                                       | Timo Kotipelto |
| Blind                                                            | 2009 | Polaris                                                                       | Jens Johansson | Timo Kotipelto |
| Bloodstone                                                       | 1996 | Intermission Best                                                             | Robert John Arthur Halford, Kenneth Downing, Jr., Glenn Raymond Tipton (Judas Priest 1982)                                            | Timo Kotipelto |
| Born upon the Cross                                              | 2007 | Demo                                                                          | Pasi Rantanen, Timo Tolkki | Timo Kotipelto |
| Break the Ice                                                    | 1991 | Twilight Time                                                                 | Timo Tolkki, Jens Johansson, Tuomo Lassila                                                                                            | Timo Tolkki    |
| Breakaway                                                        | 2022 | Survive                                                                       | Jani Liimatainen, Jens Johansson, Matias Kupiainen, Timo Kotipelto                                                                    | Timo Kotipelto |
| Broken                                                           | 2022 | Survive                                                                       | Jens Johansson, Matias Kupiainen, Timo Kotipelto                                                                                      | Timo Kotipelto |
| Burn Live                                                        | 2012 | Under Flaming Winter Skies - Live in Tampere                                  | David Coverdale, Ritchie Blackmore, Deep Purple 1974                                                                                  | Timo Kotipelto |
| Burn Me Down                                                     | 2018 | Enigma: Intermission II Best                                                  | Perttu Vänskä, Matias Kupiainen, Iivo Kaipainen, Ilari Kaipainen                                                                      | Timo Kotipelto |
| Call of the Wilderness                                           | 1995 | Fourth Dimension                                                              | Timo Tolkki, Tuomo Lassila | Instrumental   |
| Can't Help Falling in Love Live                                  | 2007 | Bootleg                                                                       | George David Weiss, Hugo Peretti, Luigi Creatore (Elvis Presley with The Jordanaires) 1961                                            | Timo Kotipelto |
| Castaway                                                         | 2011 | Enigma: Intermission II Best                                                  | Lauri Porra | Timo Kotipelto |
| Castles in the Air                                               | 2013 | Nemesis                                                                       | Jens Johansson | Timo Kotipelto |
| Celestial Dream                                                  | 2000 | Infinite                                                                      | Timo Tolkki, Veijo Laine, Riku Niemi                                                                                                  | Timo Kotipelto |
| Chasing Shadows                                                  | 1994 | Dreamspace                                                                    | Timo Tolkki | Timo Tolkki    |
| Cold Winter Nights                                               | 1998 | Destiny                                                                       | Timo Tolkki, Timo Kotipelto, Timo Ojala                                                                                               | Timo Kotipelto |
| Coming Home                                                      | 1997 | Visions                                                                       | Timo Tolkki, Richard G. Johnson | Timo Kotipelto |
| Darkest Hours                                                    | 2010 | Elysium                                                                       | Timo Kotipelto, Matias Kupiainen | Timo Kotipelto |
| Darkness                                                         | 1989 | Fright Night                                                                  | Timo Tolkki | Timo Tolkki    |
| Deep Unknown                                                     | 2009 | Polaris                                                                       | Timo Kotipelto, Perttu Vänskä, Matias Kupiainen                                                                                       | Timo Kotipelto |
| Demand                                                           | 2022 | Survive                                                                       | Jani Liimatainen, Jens Johansson, Matias Kupiainen, Timo Kotipelto                                                                    | Timo Kotipelto |
| Destiny                                                          | 1998 | Destiny                                                                       | Timo Tolkki, Timo Ojala, Perttu Vänskä                                                                                                | Timo Kotipelto |
| Distant Skies                                                    | 1995 | Fourth Dimension                                                              | Timo Tolkki, Tuomo Lassila | Timo Kotipelto |
| Distant Skies (Live)                                             | 1988 | Live! - Visions Of Europe                                                     | Timo Tolkki, Tuomo Lassila | Timo Kotipelto |
| Dragons                                                          | 2013 | Nemesis                                                                       | Jens Johansson, Perttu Vänskä | Timo Kotipelto |
| Dream with Me                                                    | 1998 | Destiny                                                                       | Timo Tolkki, Timo Kotipelto, Timo Ojala                                                                                               | Timo Kotipelto |
| Dreamspace                                                       | 1994 | Dreamspace                                                                    | Timo Tolkki, Tuomo Lassila | Timo Tolkki    |
| Dreamweaver                                                      | 2003 | Elements Pt. 2                                                                | Timo Tolkki, Veijo Laine, Riku Niemi                                                                                                  | Instrumental   |
| Eagleheart                                                       | 2002 | Elements Pt. 1                                                                | Timo Tolkki, Timo Kotipelto, Veijo Laine, Riku Niemi, Perttu Vänskä                                                                   | Timo Kotipelto |
| Eden Is Burning                                                  | 2007 | Demo                                                                          | Pasi Rantanen, Timo Tolkki | Timo Kotipelto |
| Elements                                                         | 2003 | Elements Pt. 1                                                                | Timo Tolkki, Veijo Laine, Riku Niemi                                                                                                  | Timo Kotipelto |
| Elysium                                                          | 2011 | Elysium                                                                       | Timo Kotipelto, Matias Kupiainen | Timo Kotipelto |
| Emancipation Suite (Part 1: Dusk)                                | 2009 | Polaris                                                                       | Lauri Porra | Timo Kotipelto |
| Emancipation Suite (Part 2: Dawn)                                | 2009 | Polaris                                                                       | Lauri Porra | Timo Kotipelto |
| Endless Forest                                                   | 2015 | Eternal                                                                       | Perttu Vänskä | Instrumental   |
| Enigma                                                           | 2018 | Enigma: Intermission II Best                                                  | Timo Kotipelto, Jani Liimatainen, Perttu Vänskä, Matias Kupiainen                                                                     | Timo Kotipelto |
| Epilogy                                                          | 2000 | Infinite Visions DVD                                                          | Stratovarius | Timo Kotipelto |
| Episode                                                          | 1996 | Episode                                                                       | Timo Tolkki, Reijo Karvonen, Richard G. Johnson, Reijo Harvonen                                                                       | Instrumental   |
| Eternity                                                         | 1996 | Episode                                                                       | Timo Tolkki, Timo Kotipelto, Reijo Karvonen, Richard G. Johnson, Reijo Harvonen                                                       | Timo Kotipelto |
| Event Horizon                                                    | 2011 | Elysium                                                                       | Timo Kotipelto, Matias Kupiainen | Timo Kotipelto |
| Eyes of the World                                                | 1994 | Dreamspace                                                                    | Timo Tolkki | Timo Tolkki    |
| Fairness Justified                                               | 2011 | Elysium                                                                       | Timo Kotipelto, Matias Kupiainen | Timo Kotipelto |
| Falling into Fantasy                                             | 1999 | Intermission Best                                                             | Timo Tolkki, Timo Kotipelto | Timo Kotipelto |
| Falling Star                                                     | 2009 | Polaris                                                                       | Lauri Porra | Timo Kotipelto |
| False Messiah                                                    | 1989 | Fright Night                                                                  | Timo Tolkki | Timo Tolkki    |
| Fantasia                                                         | 2003 | Elements Pt. 1                                                                | Timo Tolkki, Veijo Laine, Riku Niemi                                                                                                  | Timo Kotipelto |
| Fantasy                                                          | 2013 | Nemesis                                                                       | Lauri Porra, Vili Ollila, Perttu Vänskä                                                                                               | Timo Kotipelto |
| Fantasy (Orchestral Version)                                     | 2018 | Enigma: Intermission II                                                       | Lauri Porra, Vili Ollila, Perttu Vänskä                                                                                               | Timo Kotipelto |
| Father Time                                                      | 1996 | Episode                                                                       | Timo Tolkki, Jens Johansson, Timo Kotipelto, Reijo Karvonen, Tuomo Lassila, Richard G. Johnson, Reijo Harvonen                        | Timo Kotipelto |
| Father Time (Live)                                               | 1988 | Live! - Visions Of Europe                                                     | Timo Tolkki, Jens Johansson, Timo Kotipelto, Reijo Karvonen, Tuomo Lassila, Richard G. Johnson, Reijo Harvonen                        | Timo Kotipelto |
| Feeding the Fire                                                 | 2015 | Eternal                                                                       | Timo Kotipelto, Jani Liimatainen, Perttu Vänskä, Matias Kupiainen                                                                     | Timo Kotipelto |
| Few Are Those                                                    | 2015 | Eternal                                                                       | Timo Kotipelto, Jani Liimatainen, Perttu Vänskä                                                                                       | Timo Kotipelto |
| Fight                                                            | 2005 | Stratovarius                                                                  | Timo Tolkki, Jens Johansson | Timo Kotipelto |
| Find Your Own Voice                                              | 2003 | Elements Pt. 1                                                                | Timo Tolkki, Veijo Laine, Riku Niemi                                                                                                  | Timo Kotipelto |
| Fire Dance                                                       | 1989 | Fright Night                                                                  | Timo Tolkki | Instrumental   |
| Fire Dance Suite Live                                            | 1995 | Bootleg                                                                       | Timo Tolkki 1994 | Timo Kotipelto |
| Fire in Your Eyes                                                | 2015 | Eternal                                                                       | Jens Johansson, Perttu Vänskä | Timo Kotipelto |
| Fireborn                                                         | 2013 | Nemesis                                                                       | Lauri Porra | Timo Kotipelto |
| Firefly                                                          | 2022 | Survive                                                                       | Jani Liimatainen, Jens Johansson, Matias Kupiainen, Timo Kotipelto                                                                    | Timo Kotipelto |
| Forever                                                          | 1996 | Episode                                                                       | Timo Tolkki, Timo Kotipelto, Reijo Karvonen, Veijo Laine, Riku Niemi, Perttu Vänskä, Richard G. Johnson, Reijo Harvonen               | Timo Kotipelto |
| Forever (Live)                                                   | 1988 | Live! - Visions Of Europe                                                     | Timo Tolkki, Timo Kotipelto, Reijo Karvonen, Veijo Laine, Riku Niemi, Perttu Vänskä, Richard G. Johnson, Reijo Harvonen               | Timo Kotipelto |
| Forever Free                                                     | 1997 | Visions                                                                       | Timo Tolkki, Timo Kotipelto, Richard G. Johnson                                                                                       | Timo Kotipelto |
| Forever Free (Live)                                              | 1988 | Live! - Visions Of Europe                                                     | Timo Tolkki, Timo Kotipelto, Richard G. Johnson                                                                                       | Timo Kotipelto |
| Forever Is Today                                                 | 2009 | Polaris                                                                       | Lauri Porra | Timo Kotipelto |
| Freedom                                                          | 2000 | Infinite                                                                      | Timo Tolkki | Timo Kotipelto |
| Fright Night                                                     | 1989 | Fright Night                                                                  | Timo Tolkki, Tuomo Lassila | Timo Tolkki    |
| Frozen In Time                                                   | 2022 | Survive                                                                       | Jani Liimatainen, Jens Johansson, Timo Kotipelto                                                                                      | Timo Kotipelto |
| Full Moon                                                        | 1994 | The Chosen Ones Best                                                          | Timo Tolkki | Timo Tolkki    |
| Future Shock                                                     | 1987 | Fright Night                                                                  | Timo Tolkki, Tuomo Lassila | Timo Tolkki    |
| Galaxies                                                         | 1995 | Fourth Dimension                                                              | Timo Tolkki, Timo Kotipelto, Tuomo Lassila                                                                                            | Timo Kotipelto |
| Giants                                                           | 2015 | Enigma: Intermission II Best                                                  | Jens Johansson, Perttu Vänskä | Timo Kotipelto |
| Glorious And Divine                                              | 2007 | Demo                                                                          | Tobias Sammet | Timo Kotipelto |
| Glory Days                                                       | 2022 | Survive                                                                       | Jani Liimatainen, Jens Johansson, Matias Kupiainen, Timo Kotipelto                                                                    | Timo Kotipelto |
| Glory of the World                                               | 2000 | Infinite                                                                      | Jens Johansson | Timo Kotipelto |
| Goodbye                                                          | 1989 | Fright Night                                                                  | Timo Tolkki | Instrumental   |
| Götterdämmerung (Zenith of Power)                                | 2005 | Stratovarius                                                                  | Timo Tolkki, Jens Johansson | Timo Kotipelto |
| Guitar Solo Live                                                 | 2012 | Under Flaming Winter Skies - Live in Tampere                                  | Stratovarius | Instrumental   |
| Gypsy in Me                                                      | 2005 | Stratovarius                                                                  | Timo Tolkki, Jens Johansson, Timo Kotipelto                                                                                           | Timo Kotipelto |
| Halcyon Days                                                     | 2013 | Nemesis                                                                       | Timo Kotipelto, Perttu Vänskä, Matias Kupiainen                                                                                       | Timo Kotipelto |
| Hallowed                                                         | 2018 | Enigma: Intermission II Best                                                  | Lauri Porra | Timo Kotipelto |
| Heart of an Eagle (Eagleheart) Demo                              | 2014 | Elements - Ultimate Box Set Edition                                           | Stratovarius | Timo Kotipelto |
| Here I Go Again Live                                             | 1998 | Bootleg                                                                       | Whitesnake | Timo Kotipelto |
| Heroes                                                           | 2007 | Demo                                                                          | Timo Tolkki, Tobias Sammet | Timo Kotipelto |
| Higher We Go                                                     | 2009 | Polaris                                                                       | Timo Kotipelto, Matias Kupiainen | Timo Kotipelto |
| Hold On to Your Dream                                            | 1994 | Dreamspace                                                                    | Timo Tolkki, Timo Kotipelto, Tuomo Lassila                                                                                            | Timo Tolkki    |
| Hollowed                                                         | 2011 | Elysium                                                                       | Stratovarius | Timo Kotipelto |
| Holy Light                                                       | 1997 | Visions                                                                       | Timo Tolkki, Timo Kotipelto, Richard G. Johnson                                                                                       | Instrumental   |
| Holy Solos (Hava Nagila) Live                                    | 1998 | Live - Visions of Europe                                                      | Timo Tolkki, Abraham Zevi Idelsohn, Moshe Nathanson 1915                                                                              | Instrumental   |
| Hunter                                                           | 2013 | Nemesis                                                                       | Timo Kotipelto, Perttu Vänskä, Matias Kupiainen                                                                                       | Timo Kotipelto |
| Hunting High and Low                                             | 2000 | Infinite                                                                      | Markus Staiger, Timo Tolkki, Timo Kotipelto, Veijo Laine, Riku Niemi, Andy Siry, Perttu Vänskä                                        | Timo Kotipelto |
| Hunting High And Low (Live)                                      | 2001 | Intermission                                                                  | Markus Staiger, Timo Tolkki, Timo Kotipelto, Veijo Laine, Riku Niemi, Andy Siry, Perttu Vänskä                                        | Timo Kotipelto |
| I Did It My Way                                                  | 2007 | Demo                                                                          | Michael Kiske, Timo Tolkki | Timo Kotipelto |
| I Don't Believe in Love Live                                     | 2011 | Bootleg                                                                       | Queensrÿche | Timo Kotipelto |
| I Surrender Live                                                 | 2001 | Intermission Best                                                             | Russ Ballard, Rainbow (Head East 1980)                                                                                                | Timo Kotipelto |
| I Walk to My Own Song                                            | 2003 | Elements Pt. 2                                                                | Timo Tolkki, Veijo Laine, Riku Niemi                                                                                                  | Timo Kotipelto |
| If the Story Is Over                                             | 2013 | Nemesis                                                                       | Timo Kotipelto, Jani Liimatainen | Timo Kotipelto |
| I'm Still Alive                                                  | 2003 | Elements Pt. 2                                                                | Timo Tolkki, Veijo Laine, Riku Niemi                                                                                                  | Timo Kotipelto |
| In My Line of Work                                               | 2015 | Eternal                                                                       | Timo Kotipelto, Jani Liimatainen, Perttu Vänskä                                                                                       | Timo Kotipelto |
| Infernal Maze                                                    | 2010 | Elysium                                                                       | Timo Kotipelto, Matias Kupiainen | Timo Kotipelto |
| Infinite Part 1                                                  | 2000 | Infinite Visions DVD                                                          | Stratovarius | Timo Kotipelto |
| Infinite Part 2                                                  | 2000 | Infinite Visions DVD                                                          | Stratovarius | Timo Kotipelto |
| Infinite Part 3                                                  | 2000 | Infinite Visions DVD                                                          | Stratovarius | Timo Kotipelto |
| Infinite Part 4                                                  | 2000 | Infinite Visions DVD                                                          | Stratovarius | Timo Kotipelto |
| Infinity                                                         | 2000 | Infinite                                                                      | Timo Tolkki, Timo Kotipelto, Veijo Laine, Riku Niemi                                                                                  | Timo Kotipelto |
| Into Deep Blue                                                   | 2003 | Elements Pt. 1 + 2                                                            | Timo Tolkki, Veijo Laine, Riku Niemi                                                                                                  | Timo Kotipelto |
| Intro Live                                                       | 2016 | Best Of Best                                                                  | Lauri Porra, Perttu Vänskä | Instrumental   |
| It's a Mystery                                                   | 2000 | Infinite                                                                      | Timo Tolkki, Timo Kotipelto | Timo Kotipelto |
| Japan Tour 1996                                                  | 1996 | Infinite Visions DVD                                                          | Stratovarius | Timo Kotipelto |
| Jörg Michael's Speech Live                                       | 2012 | Under Flaming Winter Skies - Live in Tampere                                  | Jörg Michael | Timo Kotipelto |
| Just Carry On                                                    | 2005 | Stratovarius                                                                  | Timo Tolkki, Jens Johansson, Timo Kotipelto                                                                                           | Timo Kotipelto |
| Karjalan Kunnailla Live                                          | 1998 | Infinite Visions DVD                                                          | Stratovarius | Timo Kotipelto |
| Keep the Flame Alive                                             | 2007 | Demo                                                                          | Michael Kiske, Timo Tolkki | Timo Kotipelto |
| Keep the Flame                                                   | 2000 | Intermission Best                                                             | Jens Johansson | Timo Kotipelto |
| Keyboard Solo Live                                               | 2012 | Under Flaming Winter Skies - Live in Tampere                                  | Perttu Vänskä | Instrumental   |
| Kill it with Fire                                                | 2013 | Enigma: Intermission II Best                                                  | Jens Johansson | Timo Kotipelto |
| Kill the King                                                    | 1996 | Intermission Best                                                             | Cozy Powell, Timo Tolkki, Ronnie James Dio, Ritchie Blackmore, Tuomo Lassila, Holy Grail, Jeff McDonough, Colin Flooks (Rainbow 1977) | Timo Tolkki    |
| King of Nothing                                                  | 2009 | Polaris                                                                       | Jens Johansson | Timo Kotipelto |
| Know the Difference                                              | 2003 | Elements Pt. 2                                                                | Timo Tolkki, Veijo Laine, Riku Niemi                                                                                                  | Timo Kotipelto |
| Last Night on Earth                                              | 2007 | Demo                                                                          | Michael Kiske, Timo Tolkki | Timo Kotipelto |
| Last Shore                                                       | 2011 | Elysium                                                                       | Lauri Porra | Timo Kotipelto |
| Lead Us into the Light                                           | 1991 | Twilight Time                                                                 | Timo Tolkki | Timo Tolkki    |
| Learning to Fly                                                  | 2003 | Elements Pt. 1                                                                | Timo Tolkki, Veijo Laine, Riku Niemi                                                                                                  | Timo Kotipelto |
| Leave the Tribe                                                  | 2005 | Stratovarius                                                                  | Timo Tolkki, Jens Johansson | Timo Kotipelto |
| Legions of the Twilight Live                                     | 2012 | Best Of Best                                                                  | Timo Tolkki | Timo Kotipelto |
| Legions                                                          | 1997 | Visions                                                                       | Timo Tolkki, Timo Kotipelto, Richard G. Johnson                                                                                       | Timo Kotipelto |
| Legions (Live)                                                   | 1988 | Live! - Visions Of Europe                                                     | Timo Tolkki, Timo Kotipelto, Richard G. Johnson                                                                                       | Timo Kotipelto |
| Liberty                                                          | 2003 | Elements Pt. 2                                                                | Timo Tolkki, Veijo Laine, Riku Niemi                                                                                                  | Timo Kotipelto |
| Lifetime in a Moment                                             | 2011 | Elysium                                                                       | Lauri Porra | Timo Kotipelto |
| Lord of the Rings Live                                           | 1995 | Bootleg                                                                       | Timo Tolkki | Timo Kotipelto |
| Lord of the Wasteland                                            | 1995 | Fourth Dimension                                                              | Timo Tolkki, Tuomo Lassila | Timo Kotipelto |
| Lost Saga                                                        | 2015 | Eternal                                                                       | Stratovarius | Timo Kotipelto |
| Lost Without a Trace                                             | 2015 | Eternal                                                                       | Timo Kotipelto, Lauri Porra, Jani Liimatainen, Perttu Vänskä                                                                          | Timo Kotipelto |
| Luminous                                                         | 2003 | Elements Pt. 2                                                                | Timo Tolkki, Veijo Laine, Riku Niemi                                                                                                  | Timo Kotipelto |
| Madness Strikes at Midnight                                      | 1991 | Twilight Time                                                                 | Timo Tolkki | Timo Tolkki    |
| Magic Carpet Ride                                                | 1994 | Dreamspace                                                                    | Timo Tolkki | Timo Tolkki    |
| Man in the Mirror                                                | 2015 | Eternal                                                                       | Jens Johansson, Perttu Vänskä | Timo Kotipelto |
| Maniac Dance                                                     | 2005 | Stratovarius                                                                  | Timo Tolkki, Jens Johansson | Timo Kotipelto |
| Metal Frenzy                                                     | 1991 | Twilight Time                                                                 | Timo Tolkki | Instrumental   |
| Millennium                                                       | 2000 | Infinite                                                                      | Timo Tolkki | Timo Kotipelto |
| Mother Gaia                                                      | 2000 | Infinite                                                                      | Timo Tolkki, Veijo Laine, Riku Niemi                                                                                                  | Timo Kotipelto |
| Move the Mountain                                                | 2011 | Elysium                                                                       | Jens Johansson | Timo Kotipelto |
| My Eternal Dream                                                 | 2015 | Eternal                                                                       | Timo Kotipelto, Jani Liimatainen, Perttu Vänskä, Matias Kupiainen                                                                     | Timo Kotipelto |
| Nemesis                                                          | 2013 | Nemesis                                                                       | Timo Kotipelto, Matias Kupiainen | Timo Kotipelto |
| Nemesis Days                                                     | 2014 | Nemesis Days (A Brand New 80 Minute Documentary By Stratovarius)              | Stratovarius | Timo Kotipelto |
| Neon Light Child                                                 | 2000 | Hunting High and Low Single                                                   | Timo Tolkki | Timo Kotipelto |
| Night Screamer                                                   | 1987 | Fright Night                                                                  | Timo Tolkki, Tuomo Lassila | Timo Tolkki    |
| Night Time Eclipse                                               | 1996 | Episode                                                                       | Timo Tolkki, Timo Kotipelto, Reijo Karvonen, Richard G. Johnson, Reijo Harvonen                                                       | Timo Kotipelto |
| Nightfall                                                        | 1995 | Fourth Dimension                                                              | Timo Tolkki, Tuomo Lassila | Timo Kotipelto |
| No Turning Back                                                  | 1998 | Destiny                                                                       | Timo Tolkki, Timo Kotipelto, Timo Ojala                                                                                               | Timo Kotipelto |
| Northern Light - Lord Of The Ring - Stratovarius - Green Sleeves | 1995 | Live In The Three Dimensions                                                  | Stratovarius | Timo Kotipelto |
| Northern Lights Live                                             | 1995 | Bootleg                                                                       | Timo Tolkki | Timo Kotipelto |
| Oblivion                                                         | 2018 | Enigma: Intermission II Best                                                  | Perttu Vänskä, Matias Kupiainen, Francisco Cresp                                                                                      | Timo Kotipelto |
| Ode to Joy Live                                                  | 2006 | Bootleg                                                                       | Ludwig van Beethoven | Timo Kotipelto |
| Old Man and the Sea                                              | 2013 | Enigma: Intermission II Best                                                  | Lauri Porra | Timo Kotipelto |
| One Must Fall                                                    | 2013 | Nemesis                                                                       | Matias Kupiainen | Timo Kotipelto |
| Out of the Fog                                                   | 2013 | Nemesis                                                                       | Timo Kotipelto, Jani Liimatainen, Matias Kupiainen                                                                                    | Timo Kotipelto |
| Out of the Shadows                                               | 1991 | Twilight Time                                                                 | Timo Tolkki, Tuomo Lassila | Timo Tolkki    |
| Papillon                                                         | 2003 | Elements Pt. 1                                                                | Timo Tolkki, Veijo Laine, Riku Niemi, Muriel Baroni                                                                                   | Timo Kotipelto |
| Papillon Französisch                                             | 2003 | Elements Pt. 1 + 2                                                            | Timo Tolkki, Veijo Laine, Riku Niemi, Muriel Baroni                                                                                   | Timo Kotipelto |
| Paradise                                                         | 1997 | Visions                                                                       | Timo Tolkki, Timo Kotipelto, Veijo Laine, Riku Niemi, Richard G. Johnson                                                              | Timo Kotipelto |
| Paradise (Live)                                                  | 1988 | Live! - Visions Of Europe                                                     | Timo Tolkki, Timo Kotipelto, Veijo Laine, Riku Niemi, Richard G. Johnson                                                              | Timo Kotipelto |
| Phoenix                                                          | 2000 | Infinite                                                                      | Timo Tolkki | Timo Kotipelto |
| Playing with Fire                                                | 1998 | Destiny                                                                       | Timo Tolkki, Timo Kotipelto, Timo Ojala                                                                                               | Timo Kotipelto |
| Prology                                                          | 2000 | Infinite Visions DVD                                                          | Stratovarius | Timo Kotipelto |
| Rebel                                                            | 1998 | Destiny                                                                       | Timo Tolkki, Timo Ojala | Timo Kotipelto |
| Recording 'Episode' Album                                        | 1995 | Infinite Visions DVD                                                          | Stratovarius | Timo Kotipelto |
| Reign of Terror                                                  | 1994 | Dreamspace                                                                    | Timo Tolkki | Timo Tolkki    |
| Requiem                                                          | 2001 | Intermission Best                                                             | Timo Tolkki | Instrumental   |
| Requiem (Live)                                                   | 1988 | Live! - Visions Of Europe                                                     | Timo Tolkki | Instrumental   |
| Revolution Renaissance                                           | 2007 | Demo                                                                          | Michael Kiske, Timo Tolkki | Timo Kotipelto |
| Rewinding From The Past To 2012                                  | 2012 | Under Flaming Winter Skies (Live In Tampere - The Jörg Michael Farewell Tour) | Stratovarius | Timo Kotipelto |
| Ride Like the Wind                                               | 2003 | Elements Pt. 1 + 2                                                            | Timo Tolkki, Jens Johansson, Veijo Laine, Riku Niemi                                                                                  | Timo Kotipelto |
| Rise Above It                                                    | 2015 | Eternal                                                                       | Timo Kotipelto, Jani Liimatainen, Perttu Vänskä, Matias Kupiainen                                                                     | Timo Kotipelto |
| Rockumentary                                                     | 2005 | Stratovarius                                                                  | Jens Johansson | Timo Kotipelto |
| Run Away                                                         | 2002 | Elements Pt. 1                                                                | Jens Johansson, Veijo Laine, Riku Niemi                                                                                               | Timo Kotipelto |
| Run Away (Avalon)                                                | 2003 | Elements - Pt. 1 & 2 - Complete Edition                                       | Veijo Laine, Riku Niemi | Timo Kotipelto |
| S.O.S.                                                           | 1998 | Destiny                                                                       | Timo Tolkki, Timo Kotipelto, Timo Ojala                                                                                               | Timo Kotipelto |
| Season of Change                                                 | 1996 | Episode                                                                       | Timo Tolkki, Reijo Karvonen, Richard G. Johnson, Reijo Harvonen                                                                       | Timo Kotipelto |
| Season Of Change (Live)                                          | 1988 | Live! - Visions Of Europe                                                     | Timo Tolkki, Reijo Karvonen, Richard G. Johnson, Reijo Harvonen                                                                       | Timo Kotipelto |
| Season of Faith's Perfection                                     | 2003 | Elements Pt. 2                                                                | Timo Tolkki, Veijo Laine, Riku Niemi                                                                                                  | Timo Kotipelto |
| Second Sight                                                     | 2009 | Enigma: Intermission II Best                                                  | Timo Kotipelto, Matias Kupiainen | Timo Kotipelto |
| Shattered                                                        | 1994 | Dreamspace                                                                    | Timo Tolkki, Tuomo Lassila | Timo Tolkki    |
| Shine in the Dark                                                | 2015 | Eternal                                                                       | Timo Kotipelto, Lauri Porra, Jani Liimatainen, Vili Ollila, Perttu Vänskä                                                             | Timo Kotipelto |
| Shine In The Dark (Orchestral Version)                           | 2018 | Enigma: Intermission II                                                       | Timo Kotipelto, Lauri Porra, Jani Liimatainen, Vili Ollila, Perttu Vänskä                                                             | Timo Kotipelto |
| Solitude                                                         | 1995 | Intermission Pt 2                                                             | Stratovarius | Timo Kotipelto |
| Somehow Precious                                                 | 2009 | Polaris                                                                       | Timo Kotipelto, Perttu Vänskä, Matias Kupiainen                                                                                       | Timo Kotipelto |
| Soul of a Vagabond                                               | 2003 | Elements Pt. 1                                                                | Timo Tolkki, Veijo Laine, Riku Niemi                                                                                                  | Timo Kotipelto |
| South American Tour 1999                                         | 1999 | Infinite Visions DVD                                                          | Stratovarius | Timo Kotipelto |
| Speed of Light                                                   | 1996 | Episode                                                                       | Timo Tolkki, Timo Kotipelto, Reijo Karvonen, Tuomo Lassila, Perttu Vänskä, Richard G. Johnson, Reijo Harvonen                         | Timo Kotipelto |
| Speed Of Light (Live)                                            | 1988 | Live! - Visions Of Europe                                                     | Timo Tolkki, Timo Kotipelto, Reijo Karvonen, Tuomo Lassila, Perttu Vänskä, Richard G. Johnson, Reijo Harvonen                         | Timo Kotipelto |
| Stand My Ground                                                  | 2013 | Nemesis                                                                       | Timo Kotipelto, Matias Kupiainen | Timo Kotipelto |
| Stratofortress                                                   | 2003 | Elements Pt. 1                                                                | Timo Tolkki, Veijo Laine, Riku Niemi                                                                                                  | Instrumental   |
| Stratosphere                                                     | 1996 | Episode                                                                       | Timo Tolkki, Reijo Karvonen, Richard G. Johnson, Reijo Harvonen                                                                       | Instrumental   |
| Stratovarius                                                     | 1995 | Fourth Dimension                                                              | Timo Tolkki, Tuomo Lassila | Instrumental   |
| Survive                                                          | 2022 | Survive                                                                       | Jani Liimatainen, Jens Johansson, Matias Kupiainen, Timo Kotipelto                                                                    | Timo Kotipelto |
| Tears of Ice                                                     | 1994 | Dreamspace                                                                    | Timo Tolkki | Timo Tolkki    |
| The Abyss of Your Eyes                                           | 1997 | Visions                                                                       | Timo Tolkki, Timo Kotipelto, Richard G. Johnson                                                                                       | Timo Kotipelto |
| The Curtains Are Falling                                         | 2001 | Intermission Best                                                             | Jens Johansson | Timo Kotipelto |
| The Game Never Ends                                              | 2011 | Elysium                                                                       | Jens Johansson | Timo Kotipelto |
| The Hands of Time                                                | 1991 | Twilight Time                                                                 | Timo Tolkki, Tuomo Lassila | Timo Tolkki    |
| The Hills Have Eyes                                              | 1991 | Twilight Time                                                                 | Timo Tolkki, Tuomo Lassila | Timo Tolkki    |
| The Kiss of Judas                                                | 1997 | Visions                                                                       | Timo Tolkki, Timo Kotipelto, Tuomo Lassila, Richard G. Johnson                                                                        | Timo Kotipelto |
| The Kiss Of Judas (Live)                                         | 1988 | Live! - Visions Of Europe                                                     | Timo Tolkki, Timo Kotipelto, Tuomo Lassila, Richard G. Johnson                                                                        | Timo Kotipelto |
| The Land of Ice and Snow                                         | 2005 | Stratovarius                                                                  | Timo Tolkki, Jens Johansson | Timo Kotipelto |
| The Lost Saga                                                    | 2015 | Eternal                                                                       | Timo Kotipelto, Jani Liimatainen, Perttu Vänskä, Matias Kupiainen                                                                     | Timo Kotipelto |
| The Temple of the King Live                                      | 1998 | Bootleg                                                                       | Rainbow | Timo Kotipelto |
| Thin Ice                                                         | 1994 | Dreamspace                                                                    | Timo Tolkki, Tuomo Lassila | Timo Tolkki    |
| Tomorrow                                                         | 1996 | Episode                                                                       | Timo Tolkki, Jens Johansson, Reijo Karvonen, Richard G. Johnson, Reijo Harvonen                                                       | Timo Kotipelto |
| Twilight Symphony                                                | 1995 | Fourth Dimension                                                              | Timo Tolkki, Tuomo Lassila | Timo Kotipelto |
| Twilight Symphony (Live)                                         | 1988 | Live! - Visions Of Europe                                                     | Timo Tolkki, Tuomo Lassila | Timo Kotipelto |
| Twilight Time                                                    | 1991 | Twilight Time                                                                 | Timo Tolkki, Tuomo Lassila | Timo Tolkki    |
| Unbreakable                                                      | 2013 | Nemesis                                                                       | Timo Kotipelto, Lauri Porra, Vili Ollila, Perttu Vänskä, Matias Kupiainen                                                             | Timo Kotipelto |
| Unbreakable (Orchestral Version)                                 | 2018 | Enigma: Intermission II                                                       | Timo Kotipelto, Lauri Porra, Vili Ollila, Perttu Vänskä, Matias Kupiainen                                                             | Timo Kotipelto |
| Uncertainty                                                      | 1996 | Episode                                                                       | Timo Tolkki, Timo Kotipelto, Reijo Karvonen, Tuomo Lassila, Richard G. Johnson, Reijo Harvonen                                        | Timo Kotipelto |
| Under Flaming Skies                                              | 2011 | Elysium                                                                       | Timo Kotipelto, Perttu Vänskä, Matias Kupiainen                                                                                       | Timo Kotipelto |
| United                                                           | 2005 | Stratovarius                                                                  | Timo Tolkki, Jens Johansson | Timo Kotipelto |
| Until the End of Days                                            | 2016 | Best Of Best                                                                  | Lauri Porra | Timo Kotipelto |
| Vapaus Demo                                                      | 2003 | Elements Pt. 2                                                                | Timo Tolkki, Riku Niemi, Veijo Laine                                                                                                  | Timo Kotipelto |
| Venus in the Morning                                             | 1998 | Destiny                                                                       | Timo Tolkki, Timo Ojala | Timo Kotipelto |
| Visions (Southern Cross)                                         | 1997 | Visions                                                                       | Timo Tolkki, Richard G. Johnson | Timo Kotipelto |
| Visions (Southern Cross) (Live)                                  | 1988 | Live! - Visions Of Europe                                                     | Timo Tolkki, Richard G. Johnson | Timo Kotipelto |
| Visions Of Europe Tour 1997                                      | 1997 | Infinite Visions DVD                                                          | Stratovarius | Timo Kotipelto |
| Voice Of Thunder                                                 | 2022 | Survive                                                                       | Jani Liimatainen, Jens Johansson, Timo Kotipelto                                                                                      | Timo Kotipelto |
| We Are Magic                                                     | 2007 | Demo                                                                          | Pasi Rantanen, Timo Tolkki | Timo Kotipelto |
| We Are Not Alone                                                 | 2022 | Survive                                                                       | Jani Liimatainen, Matias Kupiainen, Timo Kotipelto                                                                                    | Timo Kotipelto |
| We Are the Future                                                | 1994 | Dreamspace                                                                    | Timo Tolkki | Timo Tolkki    |
| We Hold the Key                                                  | 1995 | Fourth Dimension                                                              | Timo Tolkki, Timo Kotipelto, Tuomo Lassila                                                                                            | Timo Kotipelto |
| Welcome                                                          | 2000 | Infinite Visions DVD                                                          | Stratovarius | Timo Kotipelto |
| What Can I Say                                                   | 2000 | Intermission Best                                                             | Timo Kotipelto | Timo Kotipelto |
| When Mountains Fall                                              | 2009 | Polaris                                                                       | Lauri Porra, Pessi Levanto | Timo Kotipelto |
| When the Night Meets the Day                                     | 1996 | Intermission Best                                                             | Timo Tolkki, Reijo Karvonen, Richard G. Johnson, Reijo Harvonen                                                                       | Timo Kotipelto |
| Why Are We Here                                                  | 2000 | Infinite                                                                      | Markus Staiger, Jens Johansson, Martin Wickler                                                                                        | Timo Kotipelto |
| Will My Soul Ever Rest in Peace                                  | 2001 | Intermission Best                                                             | Timo Tolkki | Timo Kotipelto |
| Will the Sun Rise                                                | 1996 | Episode                                                                       | Timo Tolkki, Timo Kotipelto, Reijo Karvonen, Richard G. Johnson, Reijo Harvonen                                                       | Timo Kotipelto |
| Will The Sun Rise? (Live)                                        | 1988 | Live! - Visions Of Europe                                                     | Timo Tolkki, Timo Kotipelto, Reijo Karvonen, Richard G. Johnson, Reijo Harvonen                                                       | Timo Kotipelto |
| Will the Sun Rising Live                                         | 1996 | Visions / Episode In The East                                                 | Stratovarius | Timo Kotipelto |
| Wings of Tomorrow                                                | 1994 | Dreamspace                                                                    | Timo Tolkki | Timo Tolkki    |
| Winter                                                           | 1995 | Fourth Dimension                                                              | Timo Tolkki, Tuomo Lassila | Timo Kotipelto |
| Winter Skies                                                     | 2009 | Polaris                                                                       | Jens Johansson, Lauri Porra, Vili Ollila                                                                                              | Timo Kotipelto |
| Winter Skies (Orchestral Version)                                | 2018 | Enigma: Intermission II                                                       | Jens Johansson, Lauri Porra, Vili Ollila                                                                                              | Timo Kotipelto |
| Witch-Hunt                                                       | 1988 | Fright Night                                                                  | Timo Tolkki, Tuomo Lassila | Timo Tolkki    |
| World On Fire                                                    | 2022 | Survive                                                                       | Jani Liimatainen, Jens Johansson, Matias Kupiainen, Timo Kotipelto                                                                    | Timo Kotipelto |
| Years Go By                                                      | 1998 | Destiny                                                                       | Timo Tolkki, Timo Ojala | Timo Kotipelto |